# Gogöl (Älghults socken, Småland)
Gogöl är en sjö i Uppvidinge kommun i Småland och ingår i Alsteråns huvudavrinningsområde.